# Solebayplein

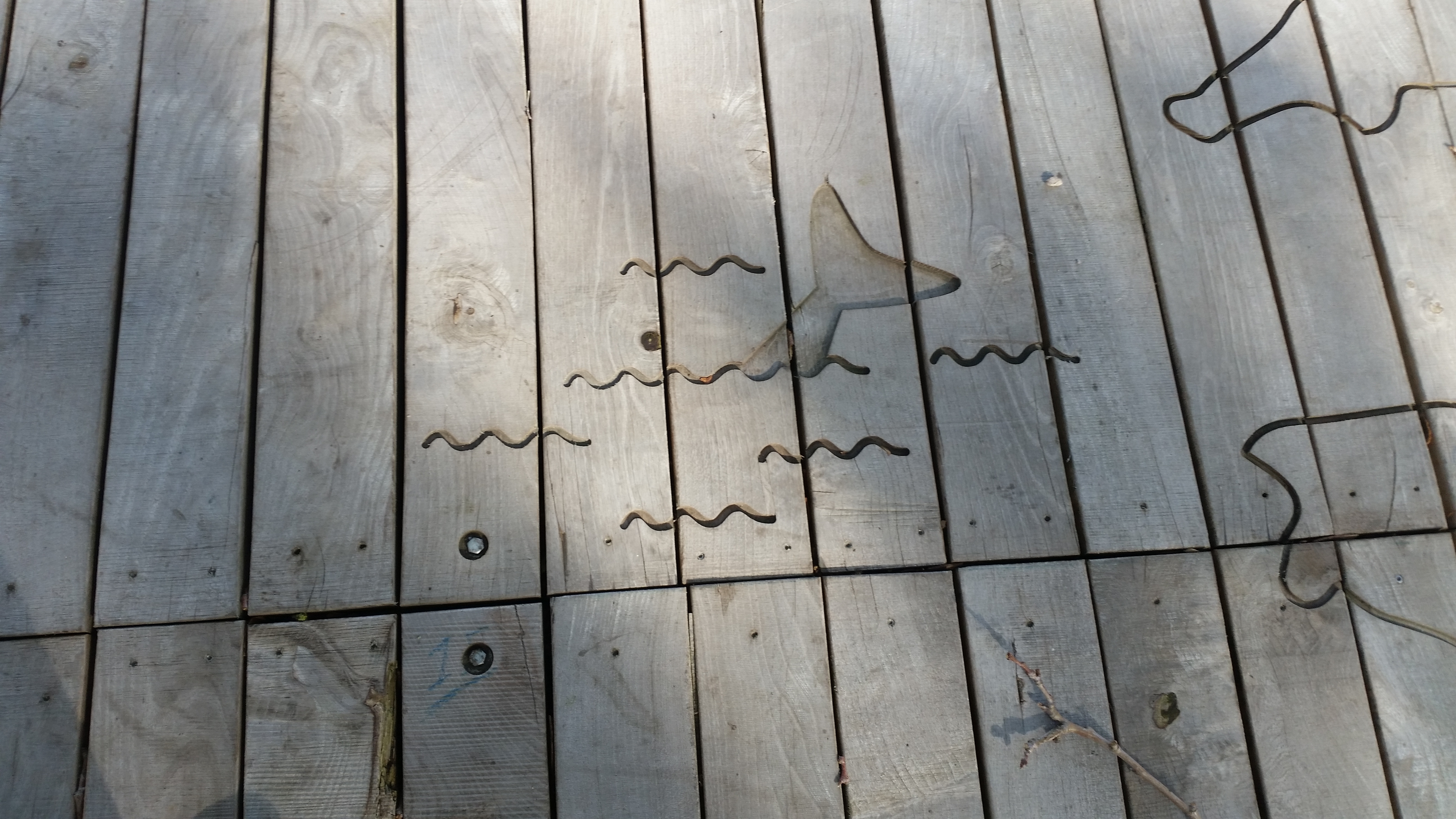
Wegduikende walvis op kunstwerk

Solebayplein is een officieuze naam voor een plein in de wijk Landlust in Amsterdam-West.

## Ligging en geschiedenis
Het plein ligt tussen de uiteinden van de Solebaystraat en Bos en Lommerweg, daar waar zij aansluiten op de Haarlemmerweg. Tussen de Solebaystraat en Bos en Lommerweg vindt de afsluiting plaats in de vorm van een woonblok, maar dat woonblok heeft ten opzichte van andere bebouwing aan de Haarlemmerweg een teruggetrokken rooilijn. Het heeft grotendeels de straatnummering van die Haarlemmerweg.
Bij een algehele opknapbeurt van de omgeving klaagden de bewoners dat zij zich nogal onveilig voelden op het pleintje. Dit kwam doordat de bomen en struiken licht weghielden. De gemeente Amsterdam of stadsdeel West vroeg vervolgens aan architecte/kunstenares Lobke Alkemade het plein opnieuw in te richten. Zij had eerder voor de gemeente gewerkt met pleinen in Amsterdam-Oost, zoals het Eikenplein. Zij richtte een open plein in met zitbankjes en een kunstwerk.

## Gebouwen
Het woonblok Haarlemmerweg 507-531, dat de zuidkant van het pleintje vormt stamt uit de jaren 1934/1935. Het is gebouwd in de stijl van de Amsterdamse School en is ontworpen door Gerrit Jan Rutgers. Het zijn portiekwoningen, waarvan de portieken een natuurstenen ingang en trap hebben die richting toegangsdeur overgaat in in baksteen. Verder valt de strakke indeling van de ramenrijen op. Op de begane grond is er plaatsgemaakt voor winkeleenheden met een centraal geplaatste deur. Een deel van die ondergevels heeft nog de originele bovenlichten.

## Kunstwerk
Op het plein ligt in een grote ronde stenen zitbank of verzamelplaats een in hout uitgesneden kaart waarop de zeeslagen staan aangegeven, die de naamdragers zijn van de straten in deze buurt. De Solebaystraat werd in 1933 vernoemd naar de Slag bij Solebay van 7 juni 1672. De kaart is gemaakt in de stijl van 17e-eeuwse kaarten. Op die kaarten werden wegduikende walvissen getekend en die ontbreken hier ook niet.

## Afbeeldingen

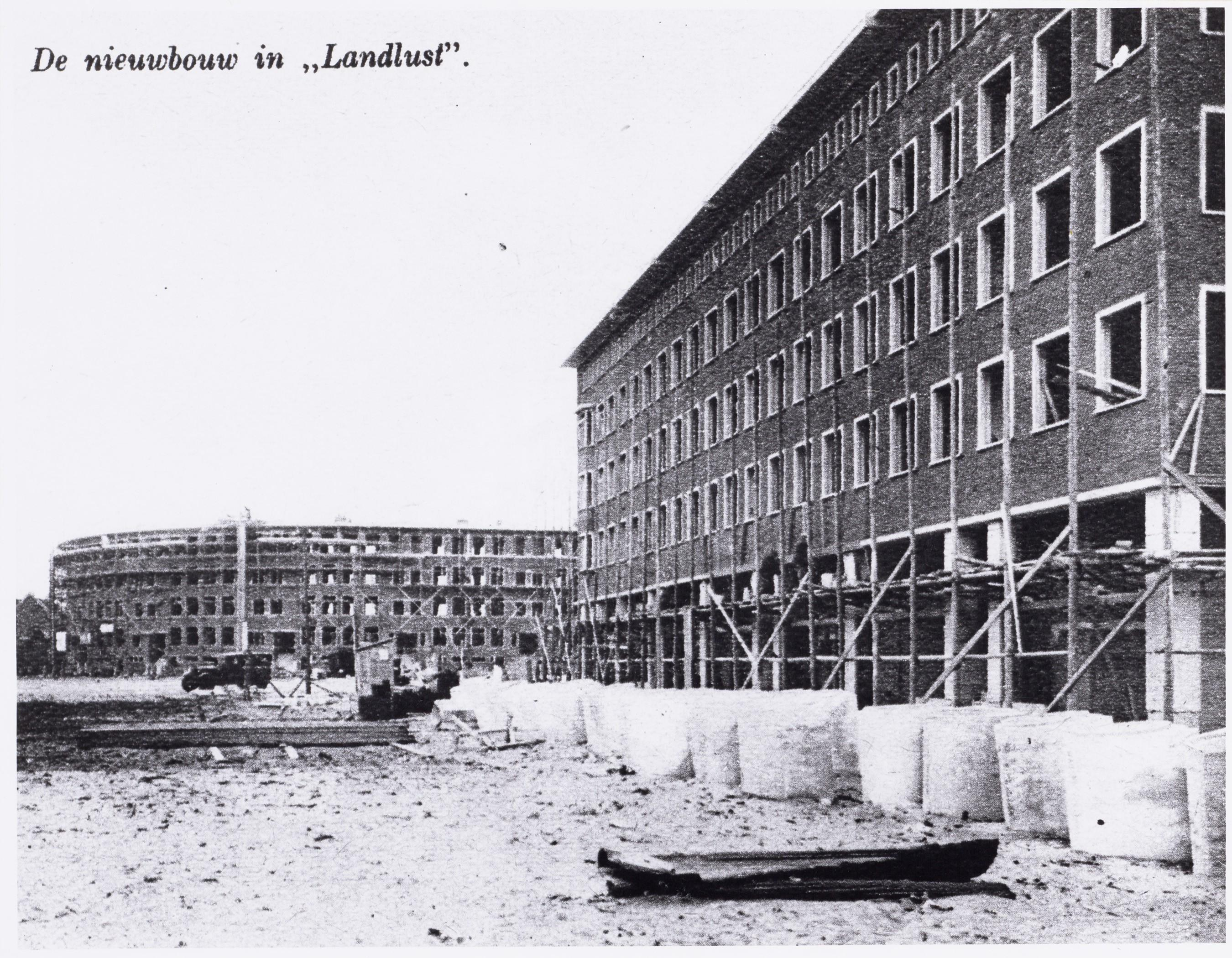
De bouw van het woonblok van Rutgers (rechts, 1935)
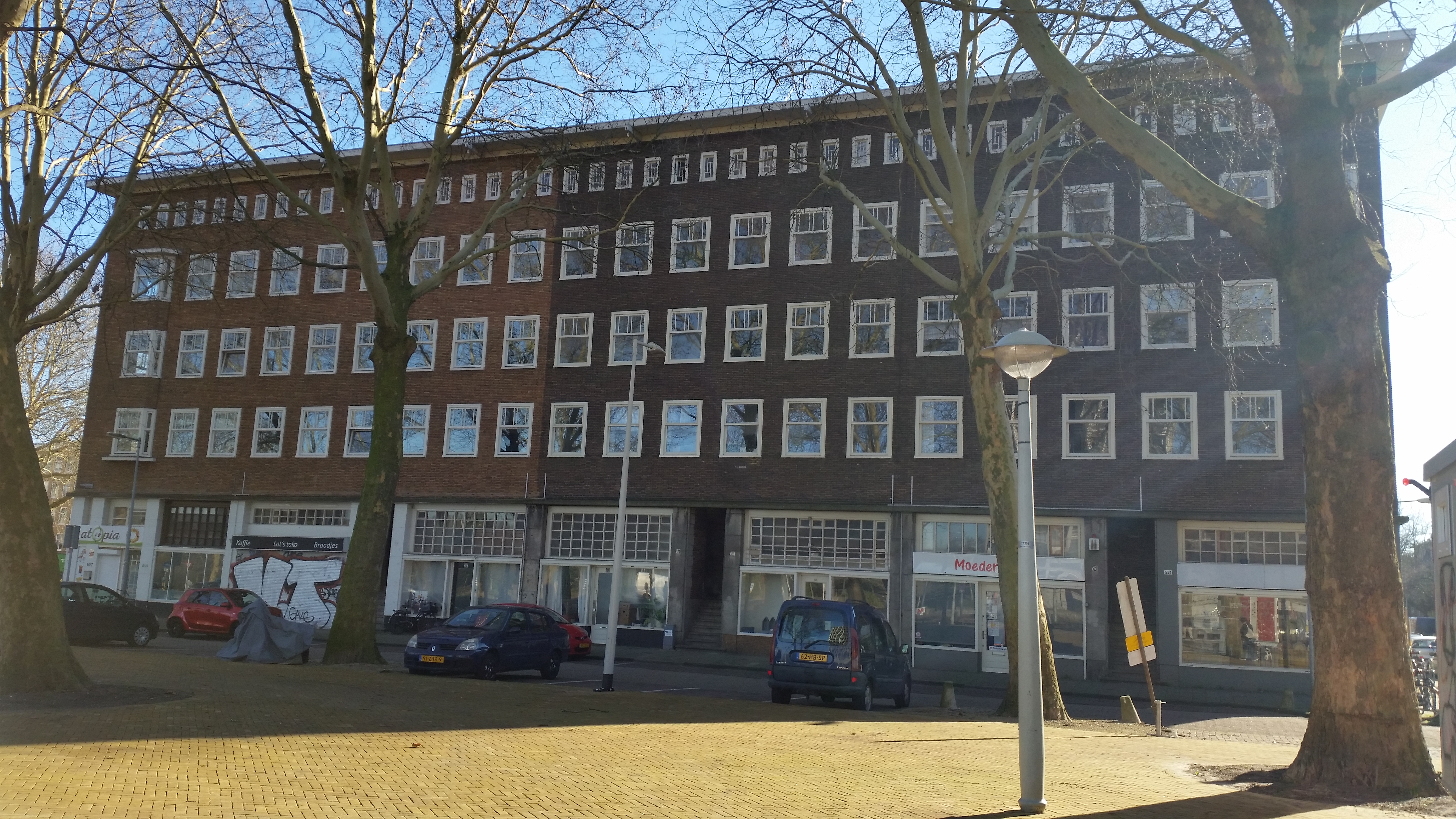
Hetzelfde blok in 2019
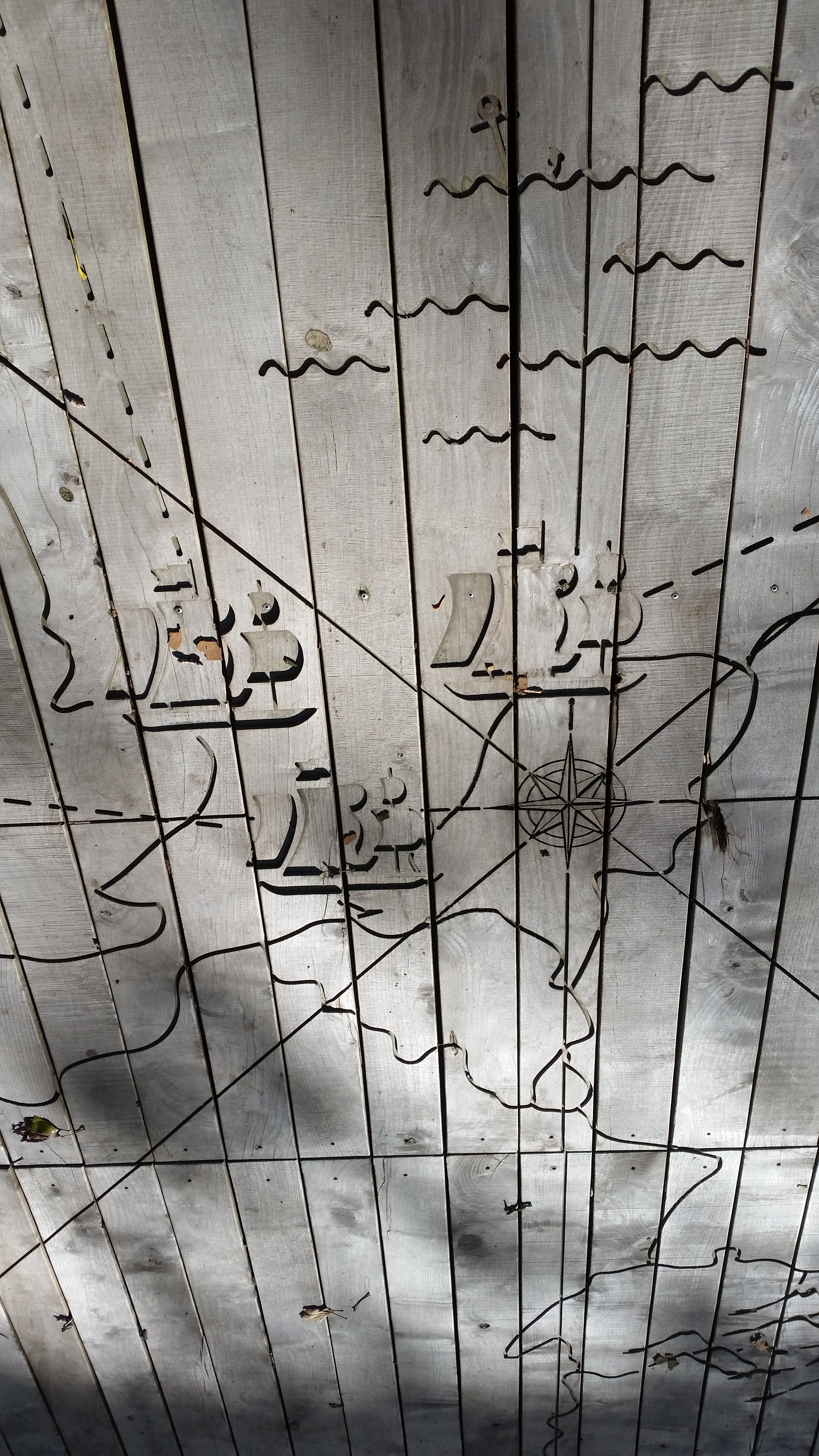
De Nederlanden (oktober 2018)